# Komenda Rejonu Uzupełnień Bielsk Podlaski

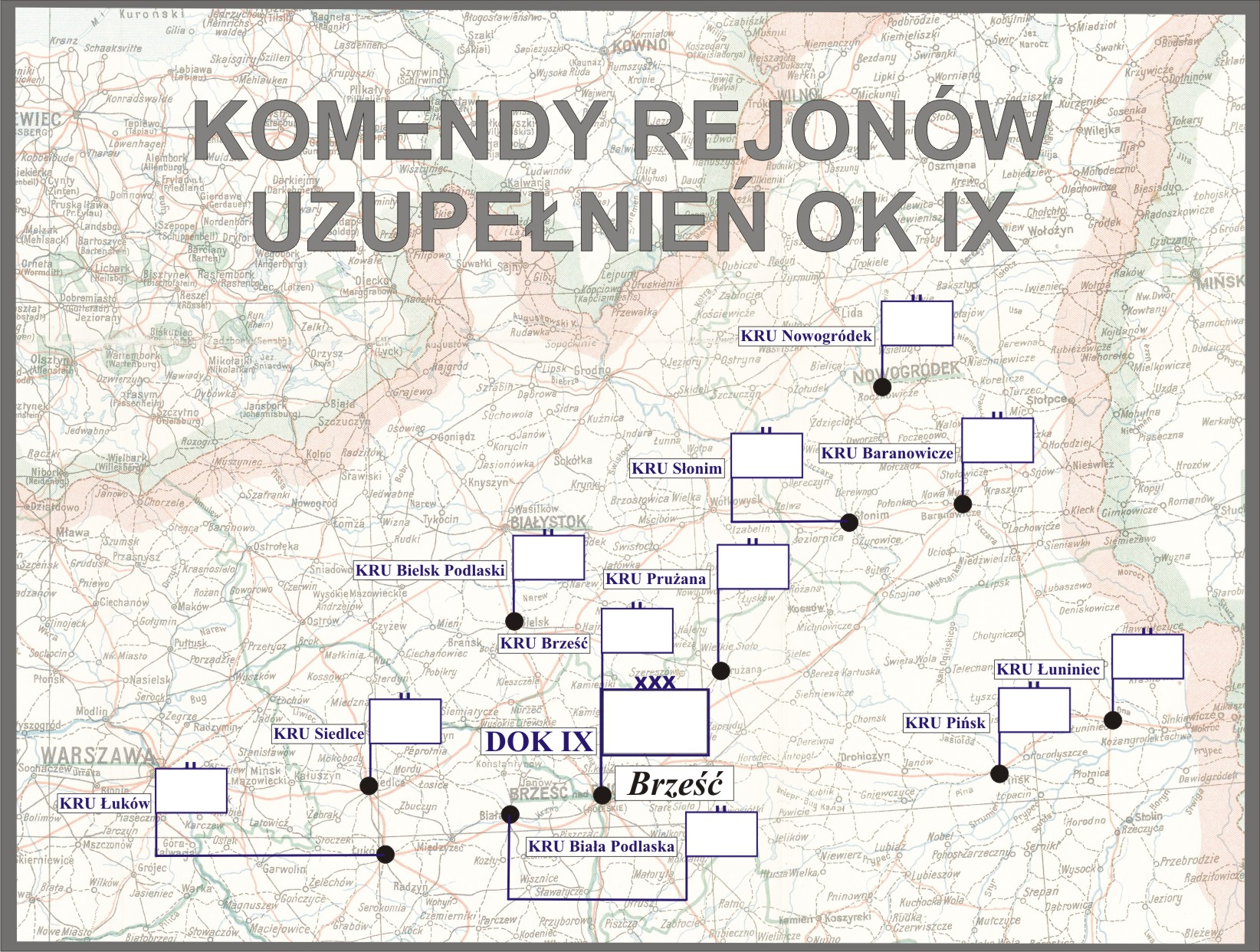
Komendy rejonów uzupełnień OK IX

Komenda Rejonu Uzupełnień Bielsk Podlaski (KRU Bielsk Podlaski) – organ wojskowy właściwy w sprawach uzupełnień Sił Zbrojnych II Rzeczypospolitej i administracji rezerw w powierzonym mu rejonie.

## Historia komendy
22 grudnia 1928 roku minister spraw wojskowych zmienił nazwę PKU Bielsk na PKU Bielsk Podlaski.
18 listopada 1924 roku weszła w życie ustawa z dnia 23 maja 1924 roku o powszechnym obowiązku służby wojskowej, a 15 kwietnia 1925 roku rozporządzenie wykonawcze ministra spraw wojskowych do tejże ustawy, wydane 21 marca tego roku wspólnie z ministrami: spraw wewnętrznych, zagranicznych, sprawiedliwości, skarbu, kolei, wyznań religijnych i oświecenia publicznego, rolnictwa i dóbr państwowych oraz przemysłu i handlu. Wydanie obu aktów prawnych wiązało się z przejęciem przez władze cywilne (administracji I instancji) większości zadań związanych z przygotowaniem i przeprowadzeniem poboru. Przekazanie większości zadań władzom cywilnym umożliwiło organom służby poborowej zajęcie się wyłącznie racjonalnym rozdziałem rekruta oraz ewidencją i administracją rezerw. Do tych zadań dostosowana została organizacja wewnętrzna powiatowych komend uzupełnień i ich składy osobowe. Poszczególne komendy różniły się między sobą składem osobowym w zależności od wielkości administrowanego terenu.
W marcu 1930 roku PKU Bielsk nadal podlegała Dowództwu Okręgu Korpusu Nr IX i administrowała powiatem bielskim. W grudniu tego roku posiadała skład osobowy typ III.
31 lipca 1931 roku gen. dyw. Kazimierz Fabrycy, w zastępstwie ministra spraw wojskowych, rozkazem B. Og. Org. 4031 Org. wprowadził zmiany w organizacji służby poborowej na stopie pokojowej. Zmiany te polegały między innymi na zamianie stanowisk oficerów administracji w PKU na stanowiska oficerów broni (piechoty) oraz zmniejszeniu składu osobowego PKU typ I–IV o jednego oficera i zwiększeniu o jednego urzędnika II kategorii. Liczba szeregowych zawodowych i niezawodowych oraz urzędników III kategorii i niższych funkcjonariuszy pozostała bez zmian.
1 lipca 1938 roku weszła w życie nowa organizacja służby uzupełnień, zgodnie z którą dotychczasowa PKU Bielsk została przemianowana na Komendę Rejonu Uzupełnień Bielsk Podlaski przy czym nazwa ta zaczęła obowiązywać 1 września 1938 roku, z chwilą wejścia w życie ustawy z dnia 9 kwietnia 1938 roku o powszechnym obowiązku wojskowym. Obok wspomnianej ustawy i rozporządzeń wykonawczych do niej, działalność KRU Bielsk Podlaski normowały przepisy służbowe MSWojsk. D.D.O. L. 500/Org. Tjn. Organizacja służby uzupełnień na stopie pokojowej z 13 czerwca 1938 roku. Zgodnie z tymi przepisami komenda rejonu uzupełnień była organem wykonawczym służby uzupełnień .
Komendant rejonu uzupełnień w sprawach dotyczących uzupełnień Sił Zbrojnych i administracji rezerw podlegał bezpośrednio dowódcy Okręgu Korpusu Nr IX, który był okręgowym organem kierowniczym służby uzupełnień. Rejon uzupełnień nie uległ zmianie i nadal obejmował powiat bielski.

## Obsada personalna
Poniżej przedstawiono wykaz oficerów zajmujących stanowisko komendanta Powiatowej Komendy Uzupełnień i komendanta rejonu uzupełnień oraz wykaz osób funkcyjnych (oficerów i urzędników wojskowych) pełniących służbę w PKU Bielsk oraz PKU i KRU Bielsk Podlaski, z uwzględnieniem najważniejszych zmian organizacyjnych przeprowadzonych w 1926 i 1938 roku.
Komendanci
- płk piech. Fabian Kobordo (1922 – II 1924 → 3 psp[15])
- ppłk piech. Bolesław I Sokołowski[a] (II 1924[15] – 31 VII 1926 → stan spoczynku[18])
- ppłk piech. Piotr II Raczko[b] (1 VIII 1926[21] – IV 1928 → dyspozycja dowódcy OK IX[22])
- mjr piech. Konstanty Bilczyński (od III 1929[23], był w 1935[24])
- mjr piech. Władysław Roman Mażewski (do V 1939[25] → dowódca I/75 pp)
- mjr piech. Jan Kłoś (V – IX 1939, zaginął[26])

Obsada pozostałych stanowisk funkcyjnych PKU w latach 1921–1925
- I referent
  - mjr jazdy Albin Konstanty Gołko (1923)
  - kpt. kanc. Włodzimierz Dzerowicz (X 1924[29] – II 1926 → kierownik I referatu)
- II referent
  - urzędnik wojsk. XI rangi / por. kanc. Czesław Wituski (do X 1925 → kierownik Registratury w Dep. I MSWojsk.[30])
  - por. kanc. Władysław IV Zaleski (XI 1925[31] – II 1926 → kierownik II referatu)
- oficer instrukcyjny
  - por. piech. Mieczysław Włodarski (do XII 1923 → 22 pp[32])
  - por. piech. Tadeusz Kawalec (XII 1923[32] – XI 1924[33] → 34 pp)
  - por. piech. Zbigniew Ciągliński[c] (XI 1924[33] – V 1925[35] → 34 pp)
  - kpt. piech. Jerzy Stanisław Dembowski (V 1925[35] – II 1926[36] → oficer PW 35 pp)
- oficer ewidencyjny Bielsk Podlaski – urzędnik wojsk. XI rangi / por. kanc. Tadeusz Bielicki (od I 1923[37])

Obsada pozostałych stanowisk funkcyjnych PKU w latach 1926–1938
- kierownik I referatu administracji rezerw i zastępca komendanta
  - kpt. kanc. Włodzimierz Dzerowicz (II 1926 – IX 1927 → kierownik kancelarii 15 DP[43])
  - mjr piech. Konstanty Bilczyński (X 1927[44] – III 1929 → komendant)
  - mjr piech. Edwin Krakowski[d] (p.o. III[48] – VII 1929[49] → dyspozycja dowódcy OK IX)
  - mjr piech. Michał Witek (III 1930[50] – 15 VII 1931[51] → PKU Sosnowiec)
  - kpt. piech. Antoni Pasikowski[e] (VII 1931[51] – IV 1934[54] → dyspozycja dowódcy OK IX)
  - kpt. piech. Ludwik Władysław Babiński (VI 1934[55] – VI 1938 → kierownik I referatu KRU)
- kierownik II referatu poborowego
  - por. kanc. Władysław IV Zaleski (II 1926 – IX 1927 → kierownik II referatu PKU Sarny[56])
  - por. piech. Andrzej Jarski[f] (od IV 1928[60], był w VI 1935)
- referent
  - por. piech. Aleksander Jeśman (od II 1926)
  - por. piech. Kazimierz II Kujawski (1928)

Obsada personalna RKU w marcu 1939 roku
- komendant – mjr piech. Władysław Roman Mażewski
- kierownik I referatu ewidencji – kpt. adm. (piech.) Ludwik Władysław Babiński[h] (do IX 1939, zaginął[63])
- kierownik II referatu uzupełnień – kpt. piech. Stefan Ciosański[i]